# النعيمية (منبج)
النعيمية بلدة سوريّة تتبع إداريّاً لمحافظة حلب منطقة منبج ناحية مسكنة، بلغ تعداد سكانها 403 نسمة حسب التعداد السكاني لعام 2004.